# 새끼맞섬근
새끼맞섬근(opponens digiti minimi, 오래된 문헌에서는 opponens digiti quinti로도 기술) 또는 소지대립근(小指對立筋)은 손의 삼각형 근육이다. 짧은손바닥근, 새끼벌림근, 짧은새끼굽힘근 바로 아래에 놓여 있다. 새끼손가락의 움직임을 조절하는 세 개의 새끼두덩근육 중 하나이다.
갈고리뼈갈고리의 볼록한 부분과 그와 인접한 굽힘근지지띠(가로손목인대) 일부에서 일어난다. 이후 다섯째손허리뼈의 안쪽(자쪽) 모서리 전체에 닿는다.
새끼맞섬근은 다섯째손허리뼈를 손목손허리관절에서 굽히고 가쪽으로 돌려, 새끼손가락을 엄지손가락과 맞닿게 하는 맞섬을 일으킨다. 자신경의 깊은가지가 새끼맞섬근에 분포한다.

## 같이 보기
- 엄지맞섬근

## 추가 이미지

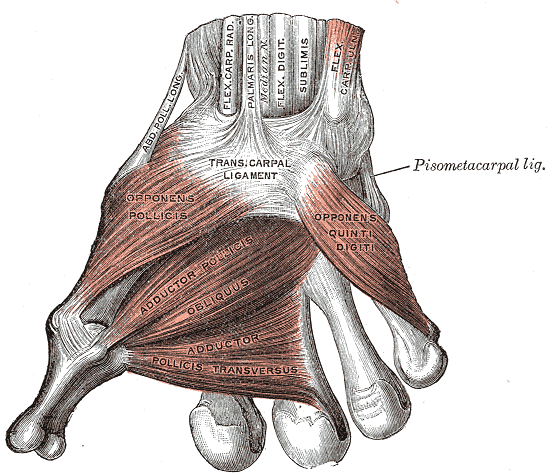
엄지의 근육. 새끼맞섬근은 그림의 오른쪽 중간에 그려져 있다.
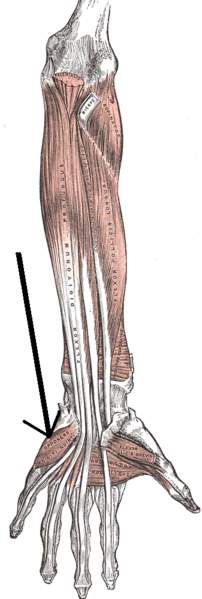
왼쪽 아래팔 깊은층 근육. 새끼맞섬근은 그림의 왼쪽 아래에 보인다.
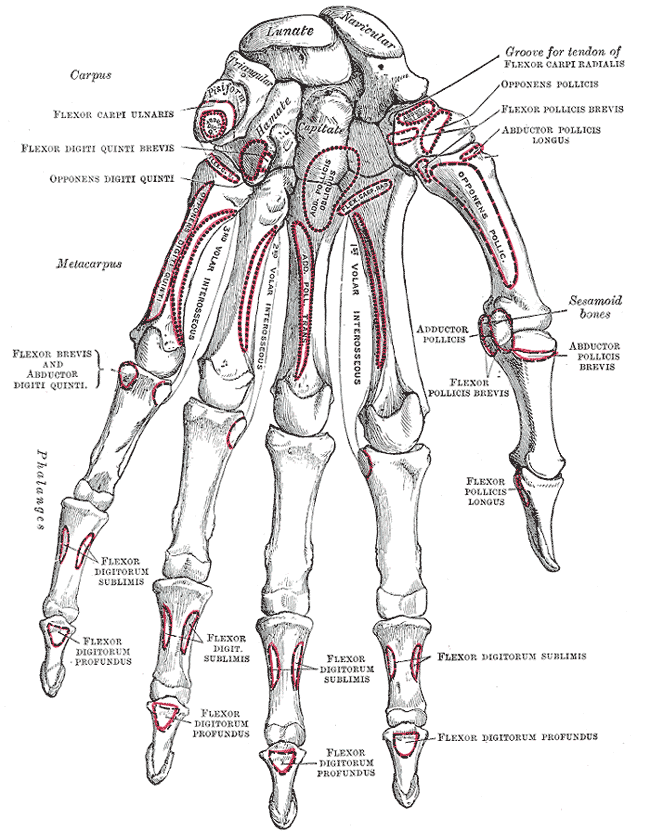
왼쪽 손바닥의 뼈
손목과 손가락의 단면
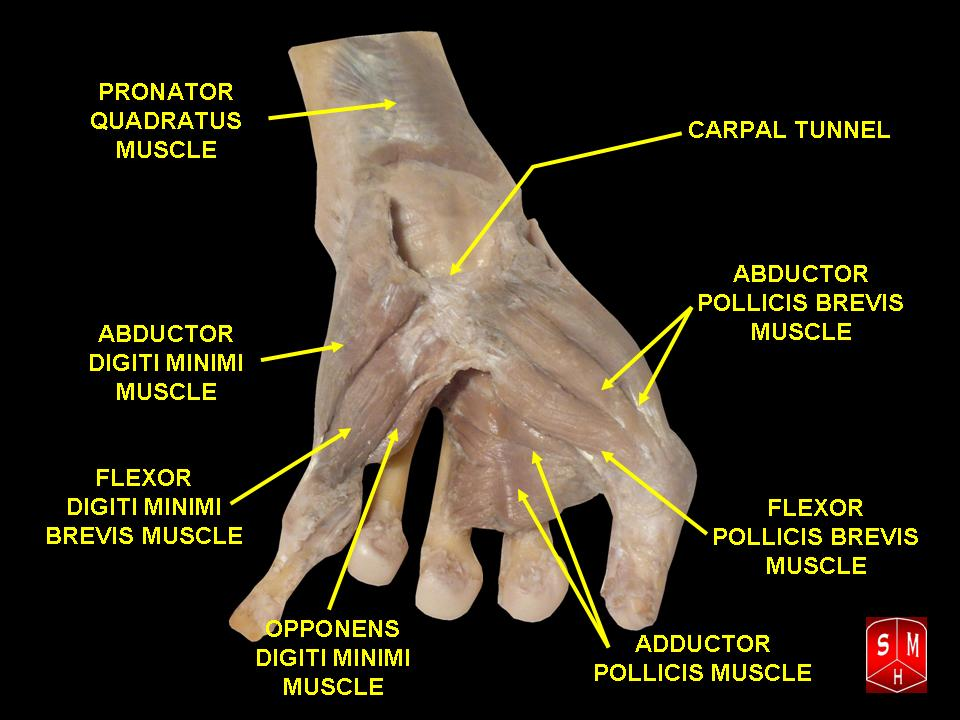
새끼맞섬근
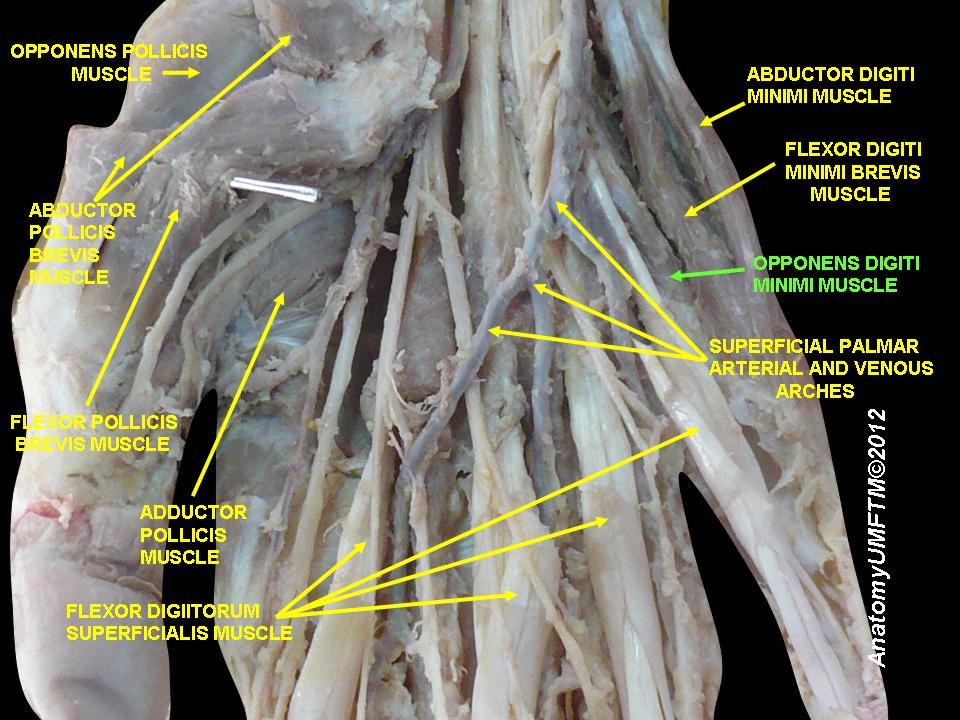
새끼맞섬근
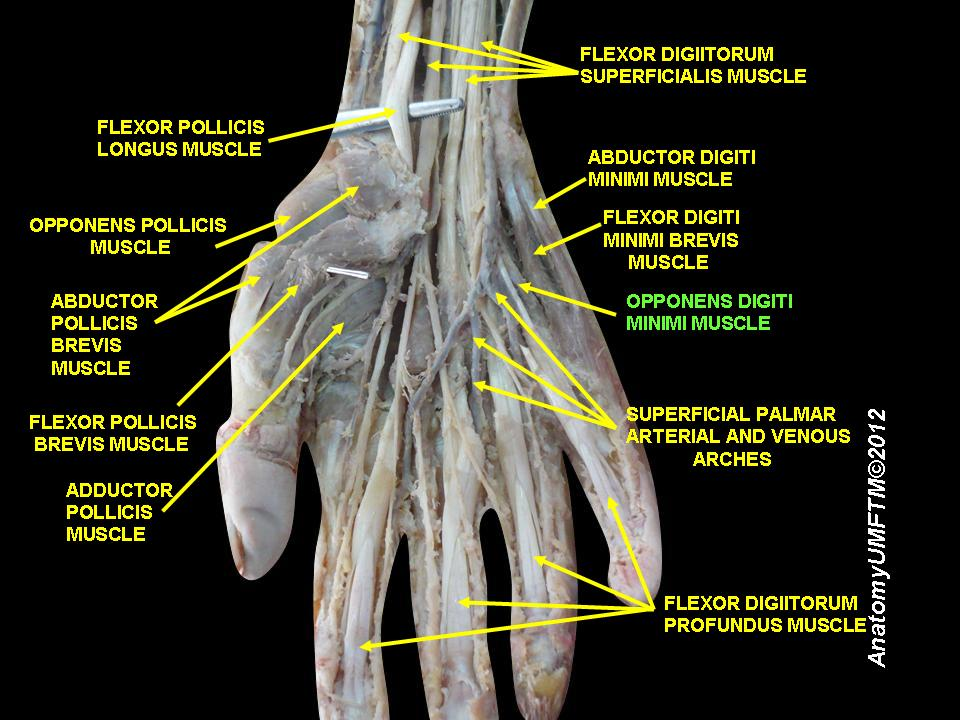
새끼맞섬근
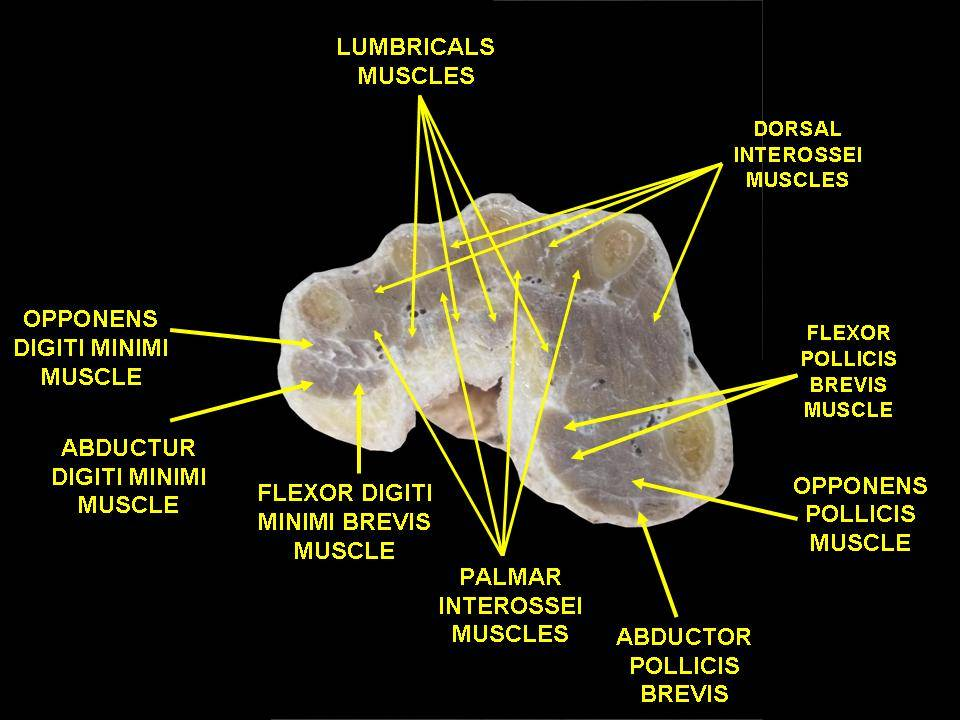
새끼맞섬근

## 참고 문헌
이 문서는 현재 퍼블릭 도메인에 속하는 그레이 해부학 제20판(1918) page 464의 내용을 기초로 작성된 글이 포함되어 있습니다.
1. ↑  Uysal, Ahmet Çaǧri; Alagöz, Murat Şahin; Tüccar, Eray; Şensöz, Ömer; Tekdemir, Ibrahim (2005년 1월 1일). “The vascular anatomy of the abductor digiti minimi and the flexor digiti minimi brevis muscles”. 《The Journal of Hand Surgery》 (영어) 30 (1): 172–176. doi:10.1016/j.jhsa.2004.06.001. ISSN 0363-5023. PMID 15680577.